# Karin Mortensen
Karin Ørnhøj Mortensen (ur. 26 września 1977 roku w Horsens) – duńska piłkarka ręczna, bramkarka, wielokrotna reprezentantka kraju. 
Występuje w GuldBageren Ligaen, w drużynie Frederiksberg Idræts-Forening. Wraz z reprezentacją Danii zdobyła dwukrotnie złoty medal olimpijski w 2000 i 2004 roku.

## Sukcesy

### Igrzyska Olimpijskie
- (2000, 2004)

### Mistrzostwa Europy
- (2002)
- (2004)

## Wyróżnienia
- 2002 – MVP Mistrzostw Europy
- 2004 – Najlepsza bramkarka Mistrzostw Europy